# Jelly d'Arányi
Répertoire
- Sonate no 1 de Bartók
- Sonate no 2 de Bartók
- Tzigane de Ravel
- Concerto Academico de Vaughan Williams
- Double Concerto pour deux violons de Holst

Jelly d'Arányi, née Jelly Arányi de Hunyadvár (hongrois : Hunyadvári Aranyi Jelly) est une violoniste hongroise naturalisée anglaise, née à Budapest le 30 mai 1893 et décédée à Florence (Italie) le 30 mars 1966.

## Biographie
Elle était la petite-nièce de Joseph Joachim, et la sœur de la violoniste Adila Fachiri. Elle a commencé à étudier le piano, puis s'est tournée vers le violon à l'Université de musique Franz-Liszt à Budapest lorsque Jenő Hubay a accepté de la prendre comme élève. Après des  tournées de concerts en Europe et en Amérique en tant que soliste ou  musicienne de chambre, elle s'est établie à Londres. 
Elle et Béla Bartók ont créé à Londres en mars 1922 la Sonate no 1 pour violon et piano et en mai 1923 la Sonate no 2, qui lui sont dédiées.
Elle était une excellente interprète d'œuvres des époques classique, romantique et moderne. Maurice Ravel lui a dédié son populaire Tzigane pour violon et piano,. Ralph Vaughan Williams lui a dédié son Concerto Academico. Le Double Concerto pour deux violons de Gustav Holst a été écrit pour Jelly et Adila. Le D'Aranyi String Quartet porte son nom. 
Avec sa sœur, elle a été impliquée dans les circonstances qui ont conduit à la redécouverte du Concerto pour violon de Schumann, concerto datant de 1853 et longtemps oublié, déposé à la bibliothèque de Berlin. En 1933, lors de séances de spiritisme, elles auraient été en contact avec les esprits de Schumann et de  Joachim qui les auraient invitées à rechercher puis à exécuter l’œuvre. En 1937 d'Aranyi a joué la première londonienne du concerto. La veille, le 19 octobre, l'œuvre avait été créée en Allemagne par Georg Kulenkampff. Yehudi Menuhin en a donné le 14 novembre la première aux États-Unis.
Jelly d'Aranyi est morte à Florence en 1966, âgée de 72 ans.